# Acanthopleura
Acanthopleura es un género de chitones de la familia Chitonidae. La característica distintiva de este género es la presencia de una cintura espinosa o con puntas.

## Especies
Dentro del género Acanthopleura se incluyen las siguientes especies:
- Acanthopleura brevispinosa (Sowerby, 1840)
- Acanthopleura echinata (Barnes, 1824)
- Acanthopleura gemmata (Blainville, 1825)
- Acanthopleura granulata (Gmelin, 1791)
- Acanthopleura loochooana (Broderip & Sowerby, 1829)
- Acanthopleura planispina (Bergenhayn, 1933)
- Acanthopleura spinosa (Bruguiere, 1792)
- Acanthopleura vaillantii (Rochebrune, 1882)
- Acanthopleura hirtosa (Blainville, 1825)
- Acanthopleura gaimardi (Blainville, 1825)